# Cruz de Santa Brigida

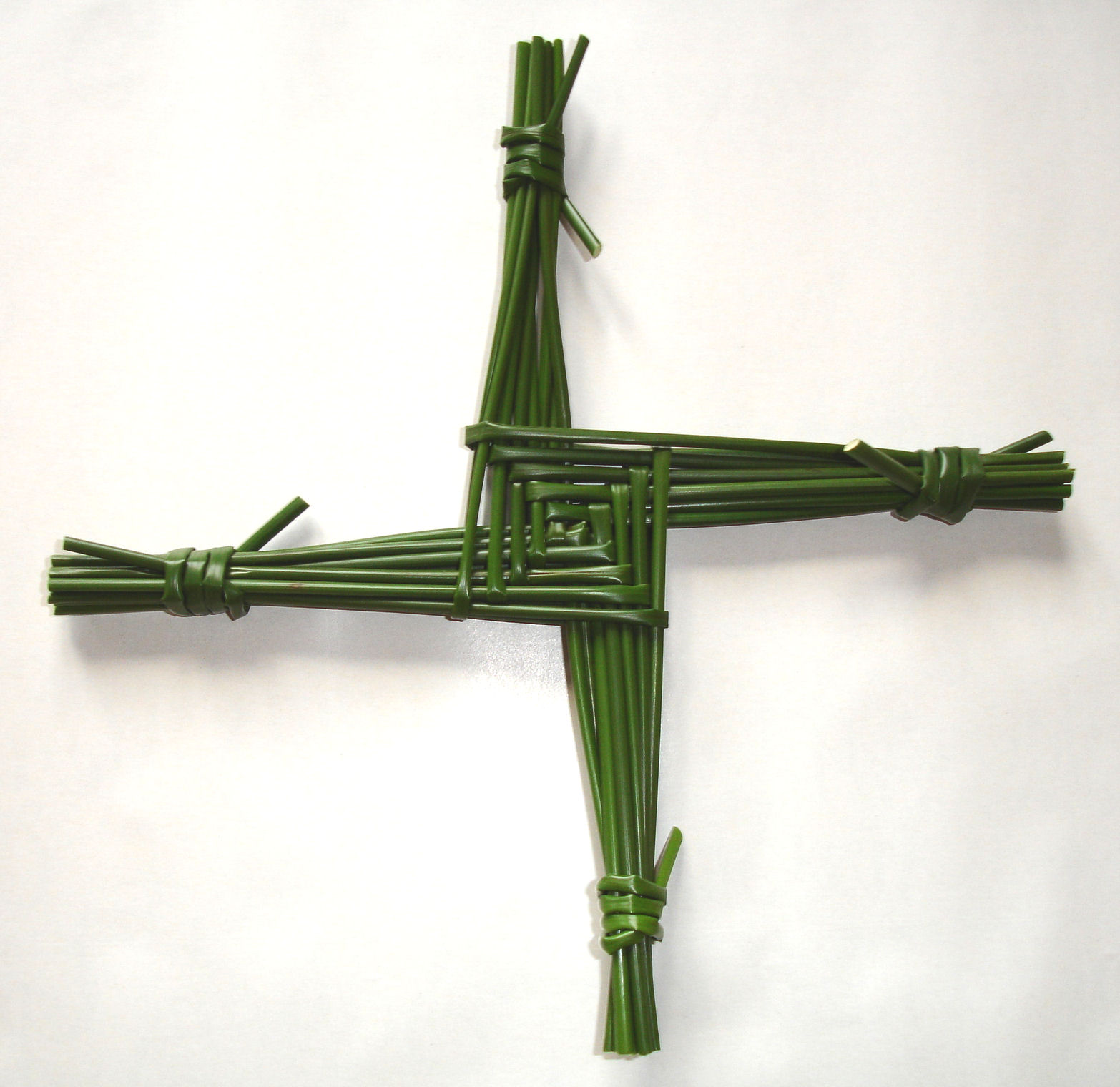
Cruz de Santa Brígida

La cruz de Santa Brígida (inglés: Brigid's cross o Brigit's cross; irlandés: Cros Bríde, Crosóg Bríde o Bogha Bríde) es una pequeña cruz tejida generalmente de juncos. Normalmente tiene 4 brazos atados en los extremos y un cuadrado tejido en el centro. Históricamente, también hubo versiones de 3 brazos. Se sugiere que la cruz tiene orígenes precristianos y está relacionada con la cruz solar.
Las cruces de Santa Brígida están asociadas con Santa Brígida, uno de los santos patronos de Irlanda. Las cruces se hacen tradicionalmente en Irlanda el día de la fiesta de Santa Brígida, el 1° de febrero, que antes se celebraba como un festival pagano (Imbolc) que marcaba el comienzo de la primavera. Muchos rituales están asociados con la realización de las cruces. Tradicionalmente, se colocaban sobre puertas y ventanas para proteger el hogar de cualquier tipo de daño.

## Origen

### Orígenes celtas
La presencia de la cruz de Santa Brígida en Irlanda es probablemente mucho más antigua que el cristianismo. La diosa Brigid fue una de las Tuatha Dé Danann (deidades precristianas de Irlanda). Su celebración anual fue la fiesta de Imbolc, y la cruz hecha de juncos es probable que descienda de un símbolo pagano cuyo significado original puede haber sido comprendido localmente hasta principios del siglo XX en la Irlanda rural. Un remanente de esa tradición en el sentido de la Cruz de Santa Brígida es que se dice que protege la casa del fuego. Esto no encaja con ninguna parte de la historia cristiana de Santa Brígida, por lo que es probable que sea parte de la tradición espiritual más antigua detrás del día de la fiesta de la santa.

### Origen cristiano
En el cristianismo, Santa Brígida y su cruz están unidas por una historia sobre ella tejiendo esta forma de cruz en el lecho de muerte de su padre o de un señor pagano, quien al escuchar lo que significaba la cruz, pidió ser bautizado. Una versión de la historia dice que un jefe pagano de Kildare se estaba muriendo. Los cristianos en su casa enviaron a Brígida a hablarle acerca de Cristo. Cuando ella llegó, el hombre estaba delirando. Como era imposible instruirlo en esas condiciones, las esperanzas de su conversión parecían dudosas. Brígida se sentó junto a su cama y comenzó a consolarlo. Como era costumbre, el piso de tierra estaba cubierto de juncos para el calor y la limpieza. Brígida se agachó y comenzó a tejerlos en una cruz, uniendo los puntos. El enfermo le preguntó qué estaba haciendo. Ella comenzó a explicar la cruz y, mientras hablaba, su delirio se calmó y él la interrogó con creciente interés. A través de su tejido, se convirtió y fue bautizado en el momento de la muerte. Desde entonces, la cruz de juncos ha existido en Irlanda.

## Simbolismo
Hasta cierto punto, la cruz de Santa Brígida se ha convertido en uno de los símbolos de Irlanda, junto con el trébol y el arpa. La cruz apareció en los logotipos de la cadena estatal de radio y televisión RTÉ entre los años 1960 y los 1990. Anteriormente era el símbolo del Departamento de Salud de Irlanda, y está en el logotipo de An Bord Altranais, la Junta de Enfermería de Irlanda.